# Вест-Перрі Тауншип (округ Снайдер, Пенсільванія)
Вест-Перрі Тауншип (англ. West Perry Township) — селище (англ. township) в США, в окрузі Снайдер штату Пенсільванія. Населення — 1086 осіб (2020).

## Демографія
Згідно з переписом 2010 року, у селищі мешкала 1071 особа в 394 домогосподарствах у складі 304 родин. Було 476 помешкань
Расовий склад населення:
| - 98,1 % — білих - 0,7 % — чорних або афроамериканців - 0,5 % — корінних американців - 0,1 % — вихідців з тихоокеанських островів - 0,1 % — азіатів |

До двох чи більше рас належало 0,1 %. Частка іспаномовних становила 0,6 % від усіх жителів.
За віковим діапазоном населення розподілялося таким чином: 23,9 % — особи молодші 18 років, 60,0 % — особи у віці 18—64 років, 16,1 % — особи у віці 65 років та старші. Медіана віку мешканця становила 42,0 року. На 100 осіб жіночої статі у селищі припадало 104,0 чоловіків;  на 100 жінок у віці від 18 років та старших — 97,8 чоловіків також старших 18 років.
Середній дохід на одне домашнє господарство  становив 63 607 доларів США (медіана — 48 750), а середній дохід на одну сім'ю — 73 254 долари (медіана — 56 250). Медіана доходів становила 36 172 долари для чоловіків та 35 000 доларів для жінок. За межею бідності перебувало 7,3 % осіб, у тому числі 12,8 % дітей у віці до 18 років та 7,1 % осіб у віці 65 років та старших.
Цивільне працевлаштоване населення становило 498 осіб. Основні галузі зайнятості: виробництво — 23,9 %, освіта, охорона здоров'я та соціальна допомога — 18,7 %, роздрібна торгівля — 11,6 %, будівництво — 7,4 %.